# Калиновка (Городокский район)
Калиновка (укр. Калинівка) — село в Городокском районе Хмельницкой области Украины.
Население по переписи 2001 года составляло 171 человек. Почтовый индекс — 32011. Телефонный код — 3251. Занимает площадь 0,622 км². Код КОАТУУ — 6821280702.

## Местный совет
32011, Хмельницкая обл., Городокский р-н, с. Бубновка